# بروتين رابط لعنصر الاستجابة للحديد
البروتينات الرابطة لعنصر الاستجابة للحديد (بالإنجليزية: iron-responsive element-binding proteins)‏ وتختصر بالإنجليزية إلى IRE-BP أو IRBP أو IRP أو IFR،, حيث ترتبط بعنصر الاستجابة للحديد [الإنجليزية] ضمن عملية تنظيم أيض الحديد لدى الإنسان.

## روابط خارجية
- Iron-Responsive+Element+Binding+Proteins في المكتبة الوطنية الأمريكية للطب نظام فهرسة المواضيع الطبية (MeSH).